# تومیسلاو روکاوینا
تومیسلاو روکاوینا (کرواتی: Tomislav Rukavina؛ زادهٔ ۱۴ اکتبر ۱۹۷۴) بازیکن سابق و مربی فوتبال اهل کرواسی است.
از باشگاه‌هایی که در آن بازی کرده‌است می‌توان به باشگاه فوتبال اوسیک، باشگاه فوتبال دینامو زاگرب، باشگاه فوتبال زاگرب، باشگاه فوتبال هایدوک اسپلیت، و باشگاه فوتبال ونتزیا اشاره کرد.
وی همچنین در تیم ملی فوتبال کرواسی بازی کرده‌است.